# Ormsjöbergen
Ormsjöbergen är ett naturreservat i Katrineholms kommun i Södermanlands län.
Området är naturskyddat sedan 2004 och är 55 hektar stort. Reservatet ligger vid norra stranden av Flensjön och består av barrskog med tallar på hällmarker. Ormsjön ligger i nordvästra delen.